# Ляскельский бумажный завод
Ля́скельский бума́жный заво́д (ОАО «Северо-ладожский бумажный комбинат „Ляскеля“») — российское предприятие, производитель бумажной продукции.
Расположен в посёлке Ляскеля, Республика Карелия.

## История
Завод основал Нильс Людвиг Арппе, который в 1860 году купил Ляскелянкоски в Янисйоки Сортавальского муниципалитета и расположенные там водяные лесопилки. Другими крупными порогами Янисйоки, расположенными в Харлу, являются Леппякоски и Хямекоски, расположенные выше. Наследники Арппе продолжили его дело в 1892 году А.Б. под названием компании Н.Л.Арппес Арфвингар. В 1893 году фабрика была построена как деревошлифовальная, а в 1905 году, на фабрику поставили бумагоделательную машину, и 8 апреля 1905 года компания была зарегистрирована как общество с ограниченной ответственностью Läskelä Bruks Aktiebolag. В 1929 году название компании было изменено на Osakeyhtiö Läskelä Aktiebolag.
В 1912 году на предприятии Ляскеля работало 550 человек, и компания производила 10 000 стандартных пиломатериалов, 2 500 тонн древесной щепы и 9 500 тонн коричневой упаковочной бумаги. У компании было 75 тысяч гектаров собственных лесов. Компания также имела собственное профессионально-техническое училище, которое начало работать в начале 1920-х годов.
В 1924 году компания купила компанию Leppäkoski Fabrikers Ab, которая в 1929 году была объединена с компанией Läskelä. Компания Leppäkoski Fabrikers Aktiebolag владела деревообрабатывающим станком в Ляскеланйоки, основанным в 1893 году, и бумажной фабрикой, основанной в 1899 году, а также Завод по производству сульфатной целлюлозы в Котке, основанный в 1906 году, который он приобрел в 1920 году, уже принадлежавший Леппякоски филиал Kotkan Sulfaatticelluloosa Oy, вскоре был передан Uhdysbanki Северных стран, а затем в 1927 году Lohjan Celluloosatehdas Oy. Годовое производство фабрики Леппякоски до войны составляло 9000 тонн целлюлозы и 8000 тонн бумаги в год.
Oy Läskelä понесла значительные убытки на рубеже 1920-х и 1930-х годов, которые были вызваны крупными инвестициями компании и понесенными ею потерями от курса валют. Деятельность компании прекратилась в результате Советско-финской войны 1941—1944 годов и территориальных уступок Финляндии. Оставшаяся части компании была объединена в 1941 году с Kymin Oy, которая в 1935 году выкупила большую часть акций Läskelä у Nordic Union Bank. Компания Läskelä котировалась на Хельсинкской фондовой бирже с 24 августа 1915 года по 11 апреля 1932 года.

## Деятельность фабрики во времена Советского Союза и России
Завод сильно пострадал во время войны и был отремонтирован когда фабрика стала собственностью Советского Союза в 1946 году. Для ремонта использовались военнопленные. Во времена Советского Союза и России фабрика первоначально производила газетную бумагу и упаковочную бумагу, и деятельность фабрики практически не изменилась.
В 1958 году Харлу (целлюлозно-бумажный комбинат Леппякоски) и комбинат Ляскеля были объединены в одну компанию. В Советском Союзе было построено много домов, и фабрика в Ляскеля начала производить исключительно обойную бумагу удовлетворение нужд. С 1973 года фабрика Ляскеля была одним из крупнейших производителей обойной бумаги в Советском Союзе, и ее доля в общем производстве обоев в стране составляла около 25%. Обойная бумага экспортировалась на юг Советского Союза, например, в Грузинскую ССР. Производство обойной бумаги продолжалось практически без изменений до 1999 года.
В 1999 году завод купили бизнесмены Леонид Белуга и братья Амиран и Баграт Цицуа. Фабрика получила название «ОАО Pohjois-Latokka Paperikombinatti Läskelä» (ОАО «Северо-Ладожский бумажный комбинат «Ляскеля»). Директором фабрики стал Николай Скацков. На момент покупки производственное оборудование фабрики находилось в плохом состоянии. В 1998 году фабрика выпустила три тысячи тонн бумаги.
После инвестиций в 1999 году производство удвоилось, а также увеличилось количество рабочих мест. 23 марта 2000 года была запущена новая бумагоделательная машина. Запустил ее Председатель правления Республики Карелия Сергей Катанандов. Однако в 2004 году деятельность завода закончилась банкротством.
Московская компания «Имбера Холдинг» (ООО «Холдинговая компания Имбера») планирует инвестировать 25 миллионов евро в полную модернизацию завода. Общая площадь завода составляет 450 000 м², что позволяет расширять ее. На фабрике планируется установить новую бумагоделательную машину, производительность которой составит около 120 тонн бумаги в сутки. В качестве сырья машина будет использовать древесную массу TMP.

## Продукция и производство
В Финское время фабрика производила пиломатериалы, опилки и бумагу. В настоящее время на фабрике имеется измельчитель и две бумагоделательные машины, одна из которых оригинальная. Кроме того, на заводе имеются котельная, гидростанция и гидроэлектростанция, а также складские помещения. Сооружений по очистке сточных вод нет. Склады имеют собственные погрузочно-разгрузочные площадки для железнодорожных и автомобильных грузов. На заводе до сих пор работает воздушная трасса, что было редкостью в Финляндии.

### Бумагоделательные машины фабрики
В 1920-е годы фабрика выпускала коричневую упаковочную бумагу для российского рынка. В 1920-е годы производительность завода составляла около 10 000 т/год. Завод имел две машины для перевозки. С 1946 года фабрика производила газетную бумагу на машинах 1 и 2, а оберточную бумагу на машине 3. В 1972 году фабрика была переведена на производство преимущественно оберточной бумаги, когда производство газетной бумаги на небольших машинах стало нерентабельным. В 1973 году фабрика начала выпуск обойной бумаги. В 1999 году, с запуском новой машины, наряду с обойной бумагой появилась и бумага для печати. Фабрика могла производить 500–600 тонн бумаги в месяц.
| Бумагоделательная машина       | Производитель | Годы работы          | Секция сушки      | Мощность и продукция                                                                                       | Допольнительно                                                                              |
| Бумагоделательная машина PKI   | Неизвестен    | 1905 – Март 2004     | 3,300 мм          | 9,500 т/год, Бумага оберточная коричневая, бумага газетная, обои бумажные.                                 | При окончании строительства, считалась самой большой юумагоделательной машиной в Финляндии. |
| Бумагоделательная машина PKII  | Германия      | 1906–xxxx, 2000–2004 | Kapeampi kuin PKI | 6,400 т/год, книжная бумага, тонкая бумага (более тонкие сорта бумаги), газетная бумага, бумага для обоев. | Машина была остановлена в результате банкротства                                            |
| Бумагоделательная машина PKIII | Германия      | 1946–2004            | Неизвестно        | Оберточная бумага                                                                                          | Машина была остановлена в результате банкротства                                            |

### Ляскеланкоски ГЭС
При заводе работает гидроэлектростанция Ляскеланкоски. Электростанция была одной из первых в Финляндии и была построена в 1899 году. На электростанции были установлены первые генераторы, построенные в Финляндии. Высота падения – 13,4 м. Нынешнее название электростанции – Ляскеля ГЭС.
Было решено реконструировать электростанцию. На электростанции будут установлены шесть турбин мощностью 0,8 МВт общей мощностью 4,80 МВт. Ложе электростанции высохло, и вода отводится в основной русло путем прорыва плотины. Последний раз гидроэлектростанция использовалась во время работы бумажной фабрики в 2000-х годах.

### Железные дороги и подвижной состав
Бумажная фабрика Ляскеля имела узкоколейную железную дорогу с шириной колеи 750 мм. Длина пути составляла 6,2 км, движение по нему было открыто в 1916 году. Путь использовался и в советское время до 1970-х годов, когда его переоборудовали в широкую колею. Путь служил транспортом между бумажной фабрикой и лесопилкой.
Территория завода была подключена к государственной железнодорожной сети в 1924 году в результате слияния компаний Leppäkoski. При этом ветка Харлу была продлена до Ляскеля и завода в Ляскеля. Позже путь был продолжен от Ляскелы до Салми и далее до Лотинапельто, когда образовался так называемый Железнодорожный путь Аунус.

## Руководители
- 1860—1892 Нильс Людвиг Арппе
- 1892—??? Братья Арппе
- 1945—1946 — Баудер
- 1954—1955 — П. А. Брутов
- 1956—1958 — Федотовский
- 1958—1960 — Л. Ф. Титов
- 1961—1970 — А. М. Обломский
- 1971—1975 — В. И. Татарчук
- 1975—1986 — А. В. Баркалов
- 1986—1999 — В. В. Травкин
- 1999—2001 — Л. Л. Белуга
- 2001—2004 — Н. И. Скачков
- 2004—2006 — П. Ю. Щербаков, В. И. Ватько, Е. Б. Капорин, К. О. Паршуков
- 2006—2014 — С. Л. Субботовский
- 2014—2016— А. А. Бродский
- с 2016 года — Д. А. Пермяков

## Бывшие названия Фабрики
- 1892 — A.B. N. L. Arppes Arfvinga
- 1905 — Läskelä Bruks Aktiebolag -osakeyhtiök
- 1929 — Osakeyhtiö Läskelä Aktiebolag.
- 1958 — Ляскельский целлюлозно-бумажный и деревообрабатывающий комбинат
- 1961 — Ляскельский ЦБК
- 1976 — Ляскельский целлюлозно-бумажный завод ВПО «Союзбумизделия»
- 1988 — Ляскельский бумажный завод
- 1993 — АООТ «Ляскельский бумажный завод»
- 1998 — ОАО «Ляскельский бумажный завод»
- с сентября 1999 — ОАО «Северо-ладожский бумажный завод „Ляскеля“», сокращенно СЛБЗ